# Космос 379
Космос 379 (още „Т2К 231“) е съветски космически апарат, предназначен за отработване на системите на съветския Лунен кораб в Лунната програма на СССР.

## Програма
По време на полета са проведени първите изпитания на кацащия модул на лунния кораб в околоземна орбита. Извършени са маневри, имитиращи спускане и издигане от лунната повърхност, а също и маневри като за сближаване и скачване с основния орбитален кораб.

## Мисия
Около 3 дни и половина след старта е включен двигателят на „Блок Е“, който увеличава скоростта на апарата до 263 m/s, като така имитира „увисване“ над лунната повърхност. „Блок Е“ е този, чрез който се предвижда да стане прилуняването и излитането от повърхността на Луната. След тази маневра апаратът се издига до орбита с перигей 196 km и апогей 1206 km, период – 99 минути. След проверка на бордните системи с имитиране престой на Луната, на четвъртото денонощие е изхвърлена кацащата степен и двигателя на „Блок Е“ е включен още един път. Той е включен на максимална мощност и ускорява до скорост 1,5 m/s, с което имитира излизане на Лунния кораб на окололунна орбита за среща и скачване с лунния орбитален кораб. След тази маневра орбитата на лунния кораб става 14 035 km, а периодът – около 4 часа. След това апаратът минава в режим на стабилизация и корекция на орбитата, симулирайки сближаване и скачване с орбиталния кораб.
Изпитанията са успешни, а самият модул изгаря в плътните слоеве на земната атмосфера на 21 септември 1983 г.